# Nybyen
Nybyen è una piccola frazione locata a sud di Longyearbyen, nelle isole Svalbard. Il nome è norvegese e sta per "nuova città".

## Geografia
Nybyen è situata nella parte alta di Longyearbyen,  a circa 2,5 chilometri dal suo centro, ad un'altezza di circa 100 metri sul livello del mare.
A sud di Nybyen si trovano due ghiacciai, Longyearbreen e Larsbreen, e alcuni rilievi: Sarkofagen, Trollstein, Lars Hiertafjellet, Nordenskjöld toppen.